# Ayesha Rollinson
Ayesha Rollinson es una deportista canadiense que compitió en triatlón y acuatlón.
Ganó una medalla de plata en el Campeonato Panamericano de Triatlón de 2005 y una medalla de bronce en el Campeonato Mundial de Acuatlón de 2007.

## Palmarés internacional
| Campeonato Panamericano | Campeonato Panamericano | Campeonato Panamericano | Campeonato Panamericano |
| Año                     | Lugar                   | Medalla                 | Prueba                  |
| ----------------------- | ----------------------- | ----------------------- | ----------------------- |
| 2005                    | Bogotá (Colombia)       | Medalla de plata        | Individual              |

| Campeonato Mundial | Campeonato Mundial | Campeonato Mundial | Campeonato Mundial |
| Año                | Lugar              | Medalla            | Prueba             |
| ------------------ | ------------------ | ------------------ | ------------------ |
| 2007               | Ixtapa (México)    | Medalla de bronce  | Individual         |